# Sxerbàtxevka (Kursk)
|  | Per a altres significats, vegeu «Sxerbàtxevka». |

Sxerbàtxevka (en rus: Щербачевка) és un poble de l'óblast de Kursk, a Rússia, segons el cens del 2010 tenia 103 habitants.